# Aristolochia tonduzii
Aristolochia tonduzii O.C.Schmidt – gatunek rośliny z rodziny kokornakowatych (Aristolochiaceae Juss.). Występuje naturalnie w Ameryce Centralnej, Kolumbii, Ekwadorze oraz Peru.

## Morfologia
PokrójPnącze o zimozielonych, zdrewniałych i owłosionych pędach.
LiścieMają owalny lub podłużny kształt. Mają 8–15 cm długości oraz 4–6 cm szerokości. Nasada liścia ma sercowaty kształt. Całobrzegie, z krótko spiczastym wierzchołkiem. Ogonek liściowy jest owłosiony.
KwiatyZebrane są w gronach. Dorastają do 30–50 mm długości. Mają wyprostowany i elipsoidalny kształt.
OwoceTorebki o jajowatym kształcie. Mają 10 cm długości.

## Biologia i ekologia
Kwitnie od marca do kwietnia.